# Adam Bobryk
Adam Bobryk (ur. 28 listopada 1967 w Siedlcach) – polski socjolog, dziennikarz, samorządowiec, nauczyciel akademicki, doktor habilitowany nauk humanistycznych, profesor nadzwyczajny i rzecznik prasowy Uniwersytetu Przyrodniczo-Humanistycznego w Siedlcach. W pracy naukowej specjalizuje się w tematyce mniejszości narodowych i wyznaniowych, w tym w problematyce Polaków na Wschodzie.

## Życiorys
W latach 1982–1989 uczestniczył w podziemnej działalności politycznej, kolportował ulotki i prasę. Za tę działalność był więziony. W 1987 wraz z bratem Witoldem zaangażował się w tworzenie struktur Polskiej Partii Socjalistycznej w Siedlcach. Był drukarzem pisma PPS „Iskra”, następnie redagował pismo SKR PPS o nazwie „Naprzód” (1989–1990). Pełnił funkcję wiceprzewodniczącego Tymczasowego Komitetu Krajowego PPS, a po zjednoczeniu części środowisk socjalistycznych wiceprzewodniczącego Rady Naczelnej PPS. Był odpowiedzialny za współpracę socjalistów ze Wschodem, w tym środowiskami białoruskiej lewicy
W latach 90. pracował jako dziennikarz w lokalnej prasie, m.in. „Tygodniku Siedleckim”, „Kurierze Siedleckim” oraz „Nowym Echu Podlasia”. W wyborach w 1991 bez powodzenia ubiegał się o mandat poselski z listy Solidarności Pracy, zaś dwa lata później o mandat senatorski w województwie siedleckim z ramienia PPS (z poparciem SLD). Od 1994 wybierany do rady miejskiej Siedlec z ramienia Sojuszu Lewicy Demokratycznej. Był m.in. przewodniczącym Komisji Kultury, Sportu i Turystyki (1998–2001), w 2006 został wiceprzewodniczącym rady miejskiej. W wyborach 2006 jako członek PPS był kandydatem Lewicy i Demokratów na prezydenta miasta popieranym przez Samoobronę. Uzyskał w pierwszej turze 17,51% głosów. W wyborach samorządowych w 2010 po raz ostatni uzyskał mandat radnego.
W 1995 ukończył studia socjologiczne na Katolickim Uniwersytecie Lubelskim. W 2002 uzyskał stopień doktora nauk humanistycznych w zakresie socjologii na Wydziale Nauk Społecznych Katolickiego Uniwersytetu Lubelskiego Jana Pawła II na podstawie pracy zatytułowanej Odrodzenie narodowe Polaków w Republice Litewskiej 1987–1997. W 2015 rada Wydziału Nauk Społecznych Uniwersytetu Śląskiego w Katowicach na podstawie rozprawy pt. Społeczne znaczenie funkcjonowania polskich ugrupowań politycznych w Republice Litewskiej 1989–2013 i dorobku naukowego nadała mu stopień doktora habilitowanego nauk społecznych w zakresie socjologii (specjalność: mniejszości narodowe i etniczne, socjologia polityki). Zatrudniony jako profesor nadzwyczajny w Instytucie Nauk Społecznych i Bezpieczeństwa Uniwersytetu Przyrodniczo-Humanistycznego w Siedlcach, został również rzecznikiem prasowym uczelni.
Jest członkiem Polskiego Towarzystwa Socjologicznego, Polskiego Towarzystwa Filozoficznego, Białoruskiego Towarzystwa Historycznego, a także Siedleckiego Towarzystwa Naukowego oraz Stowarzyszenia Wspólnota Polska oddział w Siedlcach.
Żonaty, ma dwoje dzieci.

## Odznaczenia
W 2011, za działalność na rzecz przemian demokratycznych w Polsce, został odznaczony Krzyżem Kawalerskim Orderu Odrodzenia Polski. Ponadto odznaczony Srebrnym (2004) i Złotym (2010) Krzyżem Zasługi oraz Krzyżem Wolności i Solidarności (2017).

## Publikacje
- Blisko, a tak daleko: Polacy w obwodzie brzeskim na Białorusi (red. nauk.), Siedleckie Towarzystwo Naukowe; Stowarzyszenie „Wspólnota Polska” Oddział w Siedlcach, Siedlce 2004.
- Odrodzenie narodowe Polaków w Republice Litewskiej 1987–1997, Dom Wydawniczy Duet, Toruń, Łysomice, 2006.
- Prawosławie w Siedlcach (współautor z Izabelą Kochan), Siedleckie Towarzystwo Naukowe, Siedleckie Stowarzyszenie Społeczno-Kulturalne „Brama”, Siedlce 2007.
- Życie społeczne Polaków na Wschodzie: wybrane zagadnienia (red. nauk.), Archiwum Państwowe w Siedlcach, Stowarzyszenie „Wspólnota Polska” Oddział w Siedlcach, Siedlce 2007.
- Przeobrażenia i zmiany: nauki humanistyczne (red. Ryszard Droba, Adam Bobryk, Ewelina Obrępalska), Wydawnictwo Akademii Podlaskiej, Siedlce 2010.
- Kultura pogranicza – pogranicze kultur (red. nauk.), Siedleckie Stowarzyszenie Społeczno-Kulturalne „Brama”, Wyższa Szkoła Humanistyczna im. Aleksandra Gieysztora, Siedlce, Pułtusk 2005.
- Siedlce 1448–2007 (współautor), Wyd. 2 zm. i poszerzone, Wydawnictwo Akademii Podlaskiej, Siedlce 2007.
- Ślady przeszłości. Historia i teraźniejszość prawosławia na południowo-zachodnim Podlasiu w świadomości społecznej (współautor z Izabelą Kochan), Siedleckie Towarzystwo Naukowe, Siedleckie Stowarzyszenie Społeczno-Kulturalne „Brama”, Siedlce 2010.
- Społeczne znaczenie funkcjonowania polskich ugrupowań politycznych w Republice Litewskiej 1989–2013, Siedleckie Towarzystwo Naukowe, Siedlce 2013.